# Pascual Ibáñez
Pascual Ibáñez (Salvatierra de Esca, Zaragoza, hacia 1724 - Pamplona, 1775), impresor, librero y editor. Se formó como encuadernador en Zaragoza, de donde pasó a Pamplona para trabajar como encuadernador en la imprenta de Miguel Antonio Domech. Con la dote de su primera esposa, en 1747 se estableció por cuenta propia como librero y encuadernador, y en 1753 compró el taller de imprenta de Jerónimo Anchuela con la herencia de su suegra. Trabajó sin interrupción durante 28 años, hasta su muerte repentina en 1775, cuando tenía poco más de cincuenta años. Continuó el negocio su yerno, Joaquín Domingo.

## Biografía
Nació en Salvatierra de Esca (provincia de Zaragoza) hacia el año 1724. Tras una estancia en Zaragoza donde aprendió el oficio de encuadernador, se trasladó a Pamplona para trabajar como encuadernador en la imprenta de Miguel Antonio Domech. Aquí coincidió con Benito Cosculluela y José Longás, también aragoneses, que también se emanciparían y crearían en la capital navarra su propio negocio de imprenta y librería.
En 1747 se casó en Pamplona con Fermina Antonia Idoy Pérez de Luengo; él tendría 23 años y ella dos menos. La novia, nacida en Pamplona, había enviudado de Pedro Miquelestorena. El matrimonio tuvo seis hijos, nacidos entre 1750 y 1759. 
La familia se instaló en la vivienda de su suegra, situada en la calle  del Carmen, cerca de la catedral. En esta zona se encontraba la mayor parte de las imprentas y librerías de la ciudad. La casa era espaciosa, bien amueblada. El inventario del mobiliario, ajuar doméstico y vestidos realizado tras la muerte de Pascual Ibáñez da fe de un nivel de vida desahogado.

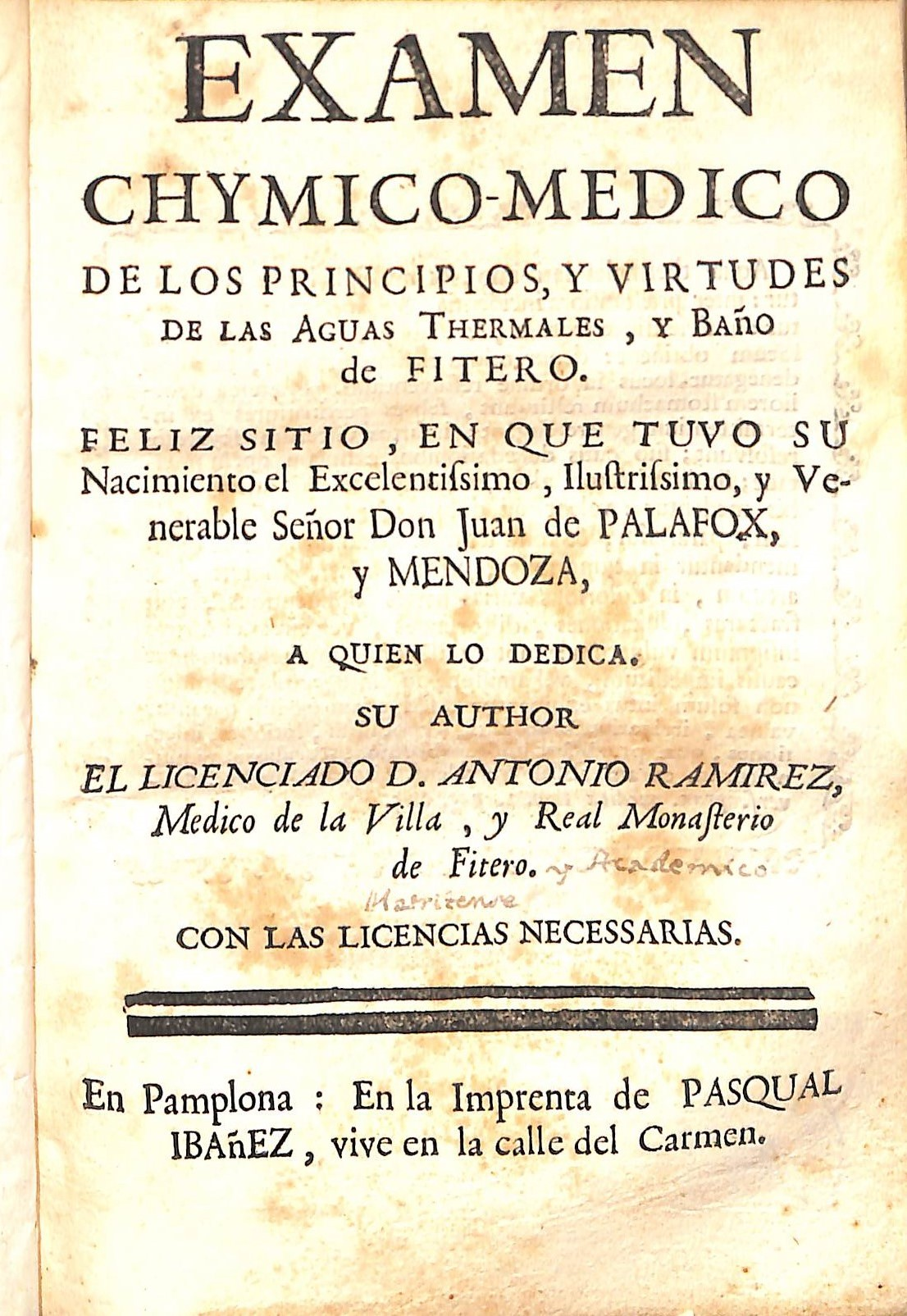
Libro sobre los baños de Fitero impreso por Ibáñez en 1768, en el que informa a sus clientes de que "vive en la calle del Carmen

La generosa dote de su esposa le permite dejar el taller de Domech y abrir en la planta baja de su vivienda un negocio de librería y encuadernación. Con la herencia recibida de su suegra, compra la imprenta de Jerónimo Anchuela, que había sido embargada por los acreedores. Ibáñez mejoró y amplió el precario utillaje inicial, que al final de su vida contaba, entre otros elementos, con treinta y tres cajas de letras, tres prensas de imprimir y un tórculo para grabados.
En 1775, al aumentar el volumen de encargos, contrata por año y medio a dos jóvenes impresores por veinte reales mensuales más la manutención. Seis años después se tiene noticia de que trabajan para él Simón Larumbe, Francisco Estruel y, como cajista, Joaquín de Iraola. 
Ibáñez, “a breve tiempo de haber quedado viudo”, en 1768 se volvió a casar, en esta ocasión con Josefa Esparza Irigoyen, natural de la población vecina de Asiain, que a su vez había  enviudado de Juan Ángel Idoate. En su segundo matrimonio tuvo tres hijos, nacidos entre 1769 y 1775. 

### Muerte y continuidad del negocio
La muerte sorprende a Pascual Ibáñez a los 51 años, en plena actividad. Es enterrado en el cercano convento de los carmelitas calzados el 22 de septiembre de 1775. 
En ese mismo convento habían recibido sepultura su primera esposa y su suegra, Fermina Pérez de Luengo.
La imprenta pasa a ser dirigida por Joaquín Domingo, casado con la hija de Ibáñez, Joaquina Ramona. Así, el taller continúa sin interrupciones con la actividad habitual. En 1777 apareció un tratado de Filosofía, en tres volúmenes, con el pie de imprenta de" Herederos de Pascual Ibáñez"; pero esta situación cambió pronto, cuando se resolvió la herencia y el negocio pasó a manos de Joaquín Domingo, quien en lo sucesivo puso su nombre en el pie de imprenta.
Ibáñez, que muere sin testar, deja un negocio consolidado, saneado, lo que da lugar a un enojoso procedimiento para la determinación de la herencia. A ella tienen derecho los dos hijos supervivientes del primer matrimonio, su segunda esposa y sus tres hijos, más el que esta había tenido en su primer matrimonio.

## Producción de libros
La actividad de Pascual Ibáñez como impresor de libros se registra desde 1753 hasta 1775. La primera fase de su trayectoria profesional, entre 1753 y 1761, ofrece como mínimo un libro cada año, a excepción de 1758. Por el contrario, en el bienio 1762-1763 no se conocen títulos; tampoco en 1765, aunque esto no significa que permanezca inactivo; todo lo contrario, ya que por esas fechas está volcado en la impresión de los Anales del Reino de Navarra, que verán la luz en 1766. A partir de aquí, la aparición de títulos será constante, al menos uno al año, a excepción de 1771. 
| Producción de libros de la imprenta de Pacual Ibáñez (1753-1775) |
| ---------------------------------------------------------------- |
|                                                                  |

En 22 años de impresión de libros saca a la luz al menos 36 títulos, que representan una media anual de 1,5, situada algo por encima de la correspondiente al siglo XVIII en Navarra. Su producción representa el 5,2 por ciento del total de libros impresos en Navarra en este mismo tiempo, lo que lo coloca entre las primeros del reino. En cuanto a las ediciones, se comprueba la hegemonía de las primeras ediciones frente a las reediciones, en la proporción de tres a una.
Dominan, como es habitual en esta época, las obras de Religión, que suponen más de la mitad de la producción total; en este apartado, excepto tres manuales de teología, todas las demás son obras litúrgicas, sermonarios y de carácter devoto. La Religión vuelve a mostrar su hegemonía en el apartado del Derecho, en el que dos de las tres obras registradas corresponden al canónico, y reaparece en el de Historia con cinco publicaciones de contenido religioso o eclesiástico sobre un total de ocho. Los cinco títulos registrados en el capítulo de Ciencias ofrecen más diversidad: tres están relacionados con la salud y dos con la filosofía. Por último, en el de Literatura solo figura una obra, sobre la enseñanza de la gramática. Sin que se encuentren ediciones de los clásicos latinos.
Es abrumadora la mayoría de obras en español, que supone casi el 90 por ciento, mientras que solo cuatro se imprimen en latín: dos tratados de filosofía, uno de teología y un calendario litúrgico para la diócesis de Pamplona. 
La valoración de la calidad tipográfica -papel, tintas, tipos y composición de textos- del taller de Ibáñez es claramente positiva, con 23 obras que se sitúan, al menos, en la calificación de buena, lo que supone el 67 por ciento de su producción, muy por encima de la correspondiente a los impresores navarros del XVIII, que se establece en torno al 38 por ciento.

## Impresor de losAnales

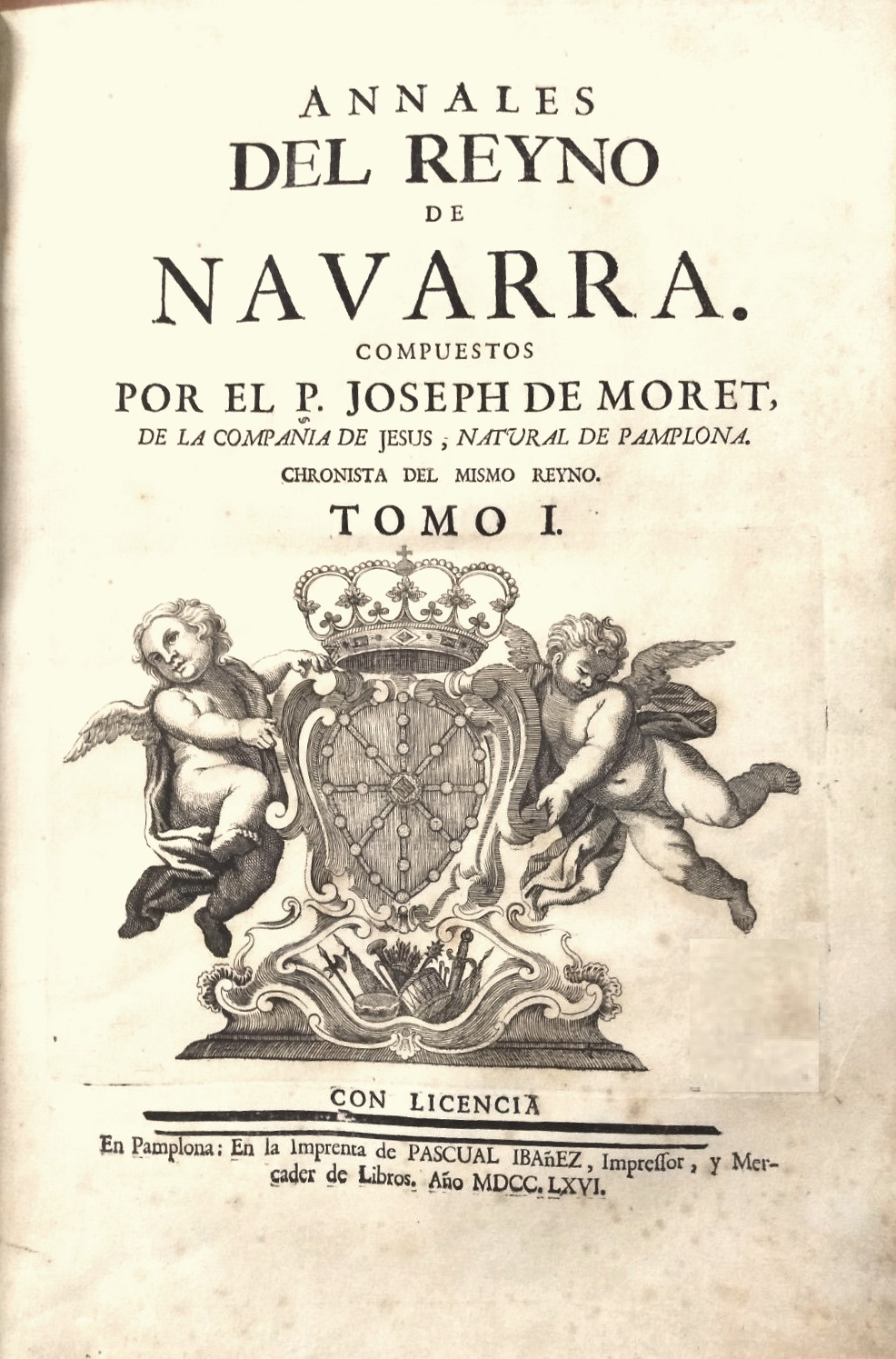
Tomo primero de los Anales del Reino de Navarra, impresos por Pascual Ibáñez (1766)

La publicación de los Anales del Reino de Navarra , obra de los cronistas del reino, los jesuitas José de Moret y Francisco de Alesón, ocupó cinco solemnes volúmenes que aparecieron entre 1684 y 1715. A mediados del siglo la tirada estaba agotada y, por este motivo, el impresor y editor de Pamplona Miguel Antonio Domech propuso su reedición a la Diputación del reino, a lo que esta respondió afirmativamente. Cuando en 1756 la obra estaba impresa en su totalidad, las autoridades advirtieron que el editor había alterado de manera caprichosa el original con aportaciones propias. En consecuencia se le ordenó destruir la tirada y hacerse cargo de todos los gastos.
Al año siguiente, las Cortes del reino ordenaron la reedición de los Anales con la advertencia de que el texto debería ajustarse plenamente al de la primera edición. Pascual Ibáñez recibió el encargo de impresión y lo resolvió satisfactoriamente. En 1766, nueve años después, salieron de su taller siete volúmenes en folio correctamente impresos, con grabados calcográficos de José Lamarca; cinco correspondían a los Anales y los restantes a las dos obras que Moret había publicado antes de acometer la historia del reino de Navarra: Investigaciones históricas de las antigüedades del Reyno de Navarra  y Congresiones apologéticas sobre la verdad de las Investigaciones Históricas.
Se tiraron 500 ejemplares y Pascual Ibáñez, en distintos momentos, cobró por su trabajo 8.878 reales.

## Trabajos menores
El Ayuntamiento de Pamplona le encarga con asiduidad trabajos menores. Las cuentas del municipio dan noticia de libramientos al menos en 1761, 1762, 1764, 1765, 1766, 1769 y 1772. El contenido de estos impresos comprende reales órdenes, pragmáticas, cartas, licencias municipales, un cartel para la elección del maestro de gramática, o el juramento de los regidores en la toma de posesión de su cargo. La tirada varía según los casos, aunque se puede cifrar en torno a 500 ejemplares.

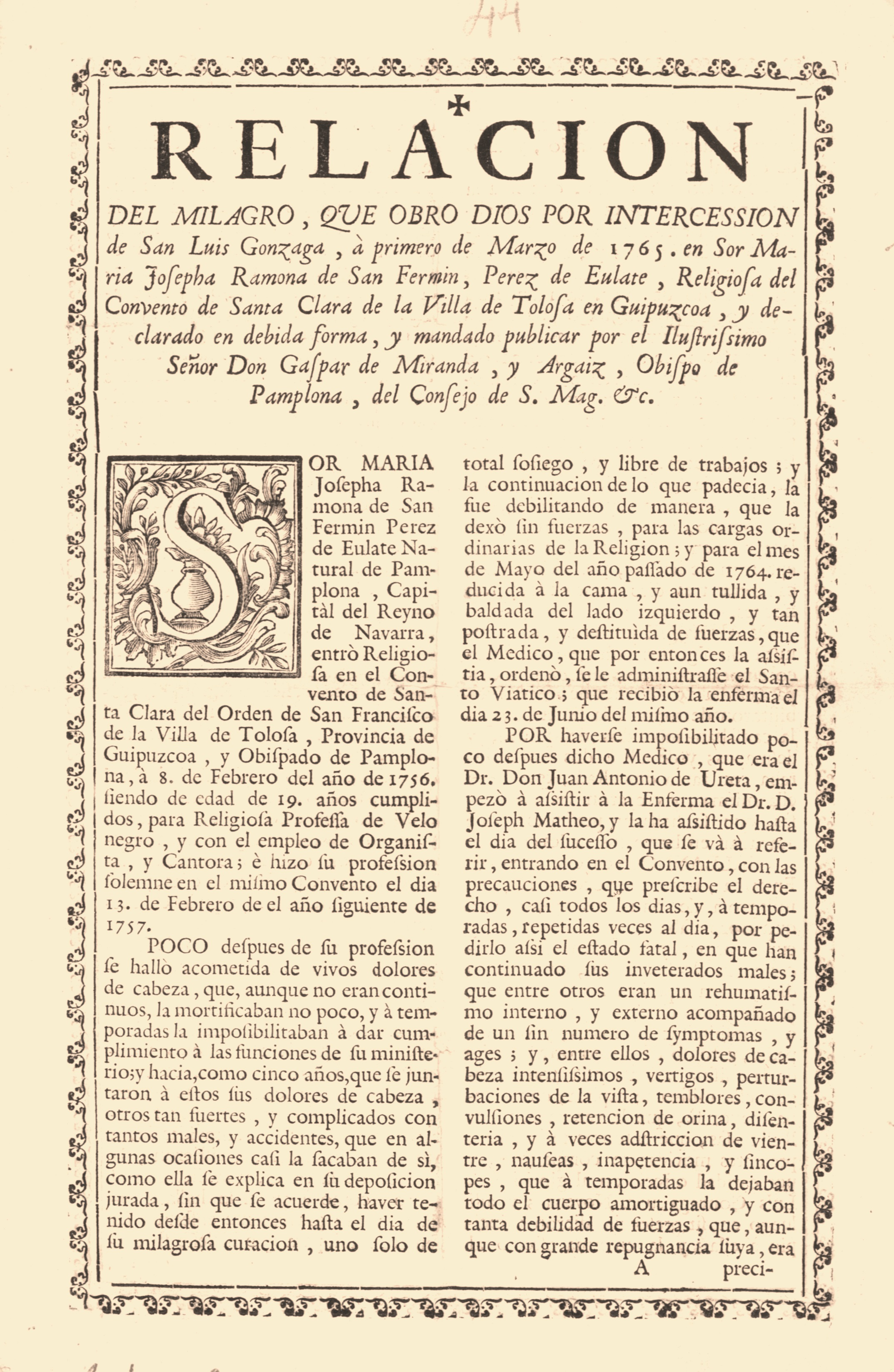
Impreso de dos hojas con el relato de un milagro de san Luis Gonzaga (1765)

Se tiene menos noticias de trabajos de esa índole realizados para la Diputación, aunque el año 1766, precisamente cuando termina los Anales, reúne un número considerable, entre los que figuran aranceles, patentes, así como una carta circular sobre “fuegos, cuarteles y alcabalas, y la ley del tabaco”. También por encargo de la Diputación, en 1774 imprime un pleito sobre materia fiscal con la duquesa de Granada de Ega, que supone el importante desembolso de 1.187 reales.
Aunque es más difícil encontrar constancia documental, los particulares también le encomiendan trabajos, como las ejecutorias de hidalguía de las familias Basset, Pérez de Obanos, Oraá y Pérez de Larramendi.
Finalmente, también edita por su cuenta obras menores, fundamentalmente piadosas, entre las que se encuentran estampas y folletos de bajo precio. Así, en el inventario de su librería se registran 300 novenas del rosario y de otros asuntos, 200 Devociones de Nuestra Señora de la Concepción, en torno a 200 viacrucis y 99 tratadillos con el título De oración.

## Encuadernador
En 1763 arregla libros de coro de la catedral de Pamplona por importe de 140 reales de plata. Por su parte, la Diputación le encarga en 1771 la encuadernación en pasta de doce juegos de los Anales, de la Novísima Recopilación de las Leyes del Reino y de los Cuadernos de Cortes celebradas en Estella, Tudela y Pamplona  que le reportan 800 reales, lo que supone una media 5,5 reales por volumen.

## Editor ilegal
Pedro José Ezquerro y su hijo José Miguel en 1754 llevan a los tribunales a Pascual Ibáñez y Antonio Castilla por imprimir y distribuir "almanaques" y "pronósticos" (calendarios con las previsiones para el año) sin licencia, dado que eran ellos los que, desde hacía diez años, disfrutaban del privilegio de edición. Al parecer, Ibáñez juntamente con Antonio Castilla, con el que estaría asociado, habían sacado una edición pirata del Pronóstico, que vendieron dentro y fuera de Pamplona, pues se sabe que la distribuyeron al menos  a libreros de Tudela y Vitoria. 
La acusación sobre Ibáñez es contundente y de poco valen sus explicaciones y el apoyo prestado por su antiguo compañero Martín José Rada, quien, llamado para dar un dictamen pericial sobre la propiedad de los tipos empleados, asegura que se trata de modelos comunes en Pamplona y en otros lugares por lo que no es posible atribuirlos inequívocamente al taller de Ibáñez . 
Con el negocio ya asentado, en 1761 se registra un caso de dudosa profesionalidad. Ibáñez ha comenzado a imprimir las Cartas de Juan de Palafox, una obra sobre la que tiene el privilegio del Consejo Real su colega José Miguel Ezquerro, quien le denuncia, aduciendo que el propósito de Ibáñez atenta contra sus derechos y le puede producir un grave perjuicio económico. La inspección del taller resulta concluyente al constatar que ya ha impreso seis pliegos de esta obra y que el cajista sigue trabajando en la composición de otros. Todo este material le es embargado al punto. El juez le condenó a pagar las costas del pleito y a indemnizar a Ezquerro con 166 reales.

## Librero
Mantiene relaciones comerciales con libreros de Madrid, Barcelona, Valencia, Zaragoza y Vitoria. Dentro del reino de Navarra, se tiene noticia de que trabaja en Tudela y Estella. El negocio, como era habitual, consiste en el intercambio de libros cuyas ventas se liquidan periódicamente. 
El inventario de su librería recoge obras con referencias poco precisas a la procedencia: “extranjero”, “Francia” o “Italia”. Otras veces la indicación es más exacta; así, se conocen 14 libros impresos en Madrid, tres en Venecia, dos en Barcelona y uno en Valencia y Zaragoza.
El año de su muerte compra por 612 reales de plata “diez y seis cuartos [...] de libros” al mercader de Madrid Felipe Álvarez; por otra parte, a Francisco Benedicto, mercader de libros de Zaragoza, por “diez y seis cuartos de libros” comprados en la feria de san Fermín le debe 513 reales de plata; y 448 a la Compañía de Libreros de Madrid por “una porción que se ha vendido del Rezo (libro de oración), que enviaron para su venta a comisión”.

### Ventas fraudulentas
Como era práctica habitual entre los mercaderes de libros, también Pascual Ibáñez se ve envuelto en denuncias por venta de libros para los que no tenía autorización. En 1749 es denunciado por vender ejemplares de la Cirugía de Musitano, que había editado Martín José de Izuriaga y de cuya venta este poseía la exclusiva. Se los había proporcionado el impresor de la obra Martín José Rada, sin autorización del editor, y este, a su vez, los vendió a Miguel Antonio Domech y a un librero de Vitoria. 
En este mismo año se tiene otra noticia de los negocios turbios que mantiene con Martín José Rada: el Hospital General ha detectado en las fiestas de Estella una partida de cartillas de la Doctrina, “para enseñarla y [para enseñar a] leer a los niños”, de cuya venta el Hospital tiene el monopolio. Procedían de Pascual Ibáñez, al que, a su vez, se las había proporcionado Martín José de Rada.
Por otra parte , en 1759 se mostró interesado por media docena de ejemplares del Fray Gerundio de Campazas del jesuita José Francisco de Isla, un título que estaba prohibido por la Inquisición. Desistió a ello por considerar que el precio era muy alto: seis pesetas el ejemplar.

### Tasador de libros
En calidad de librero es llamado a tasar bibliotecas particulares. De esta manera, valora en 1753 la de Juan Francisco Garísoain, importante comerciante pamplonés. En la almoneda de esta biblioteca gastó 61 reales en la compra de varios títulos de su interés. 
Asimismo se tiene noticia de su intervención en 1763 en la tasación de la biblioteca del comerciante Juan Bautista Burguete, cuyos bienes habían sido embargados. Entre los libros inventariados advierte que hay una obra prohibida por la Inquisición: “Y se previene que los dos tomos de Consejos de la sabiduría de Salomón, no se tasan por estar prohibida su lectura o mandados recoger por el Santo Tribunal de la Inquisición” .
Pocos meses antes de su fallecimiento, tasa durante tres días la biblioteca del vicario general Manuel de la Canal, cobrando ocho reales y medio por cada jornada.

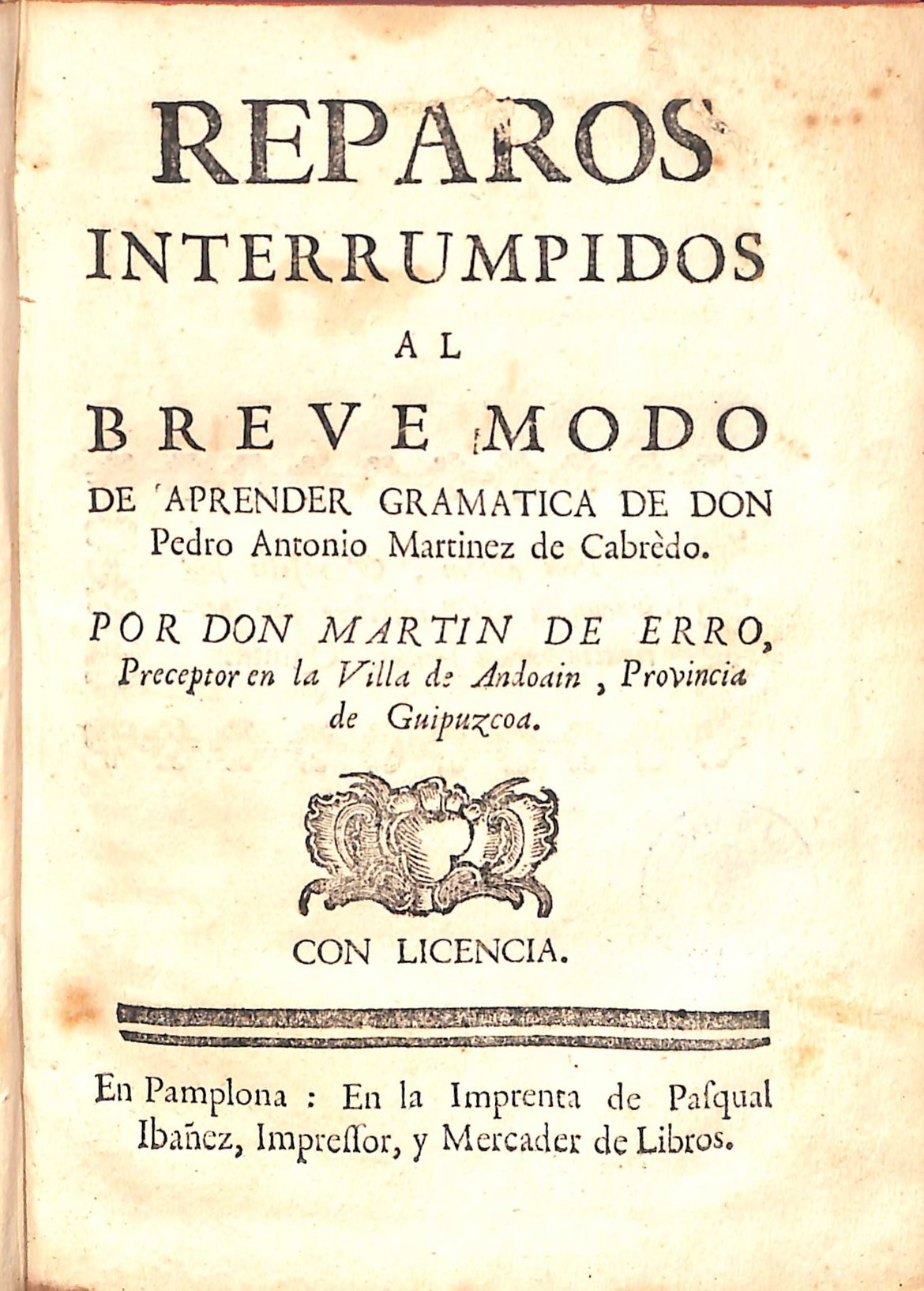
Polémica sobre el método de enseñar gramática, impresa por Pascual Ibáñez, "impressor y mercader de libros" (1769)

### Catálogo de su librería
El inventario de bienes de Pascual Ibáñez, redactado a raíz de su muerte en 1775, ofrece la relación del fondo de libros en venta. Se da noticia de la existencia de 495 obras o títulos distintos, y dado que muchos de ellos constan de más de un volumen, de hecho estos 495 títulos suman 907 volúmenes.
Se distingue entre libros nuevos y usados. De los 495 títulos inventariados, 286, el 58 por ciento, son “usados”. Se trata de un porcentaje elevado, que pone de relieve la importancia del comercio del libro de segunda mano y al mismo tiempo ilustra sobre la limitada oferta de novedades.
Cabe deducir que Ibáñez vendía preferentemente obras sencillas, de poca extensión y precio asequible. La comercialización de los grandes repertorios —extensos y caros— debía de corresponder a otros canales comerciales, como podrían ser los grandes libreros de la Corte y de otras ciudades.
El inventario señala el formato de 465 títulos, lo cual permite el estudio estadístico sobre este aspecto material del fondo bibliográfico. Predominan los tamaños grandes, ya que entre el folio y el cuarto suman el 86 por ciento. Por el contrario, el octavo no alcanzaba el diez por ciento y los formatos menores solo representaban el cinco. 
Además de los libros se almacenan 233 resmas y 9,5 manos impresas que pertenecen a 28 títulos y suma 117.000 pliegos. Aquí se encuentran monografías, folletos y hojas sueltas, que en su inmensa mayoría tienen carácter popular y devoto.
La tasación de las existencias de la librería asciende a 25.023 reales. Si se tiene presente que el negocio de imprenta y librería se valora en 31.914 reales, la librería supone casi el 80 por ciento, lo cual parece comprensible, toda vez que el libro, como bien comercial, tiene más valor que el utillaje de la imprenta, escaso y que, además, en el caso del inventario de Ibáñez, no se tasa en su totalidad.
En cuanto al precio fijado en la tasación, la mitad de los volúmenes de la librería tiene un precio que oscila entre uno y tres reales, en tanto que una cuarta parte del conjunto se sitúa encima de los cinco.
Los libros se distribuyen básicamente en dos lenguas: el castellano, que supone el 57 por ciento, y el latín, que se sitúa 16 puntos por debajo, con un 41 por ciento. El dos por ciento restante corresponde a otros idiomas europeos.
Se han podido clasificar temáticamente 449 obras de las 495 registradas. Destaca, en primer lugar, el importante porcentaje de obras religiosas, que viene a suponer la mitad del fondo. Es de sobra conocida la hegemonía que estos libros mantienen, todavía avanzado el siglo XVIII, en las bibliotecas privadas, en particular, y en el mercado editorial en general. A considerable distancia aparecen los de Derecho con un 17 por ciento, seguidos de los correspondientes al amplio apartado de Ciencias y Artes con un 16 por ciento; los de Historia no llegan al diez, en tanto que los de Literatura se sitúan en un ocho por ciento.

Por lo que se refiere al material de escritorio, había 44 libros en blanco, de formato folio. El número de páginas que contenían era variable: había libros de media mano de papel, de cuatro, seis y de hasta ocho; los más frecuentes eran el de seis manos, que supondrían 300 hojas.

Obras impresas
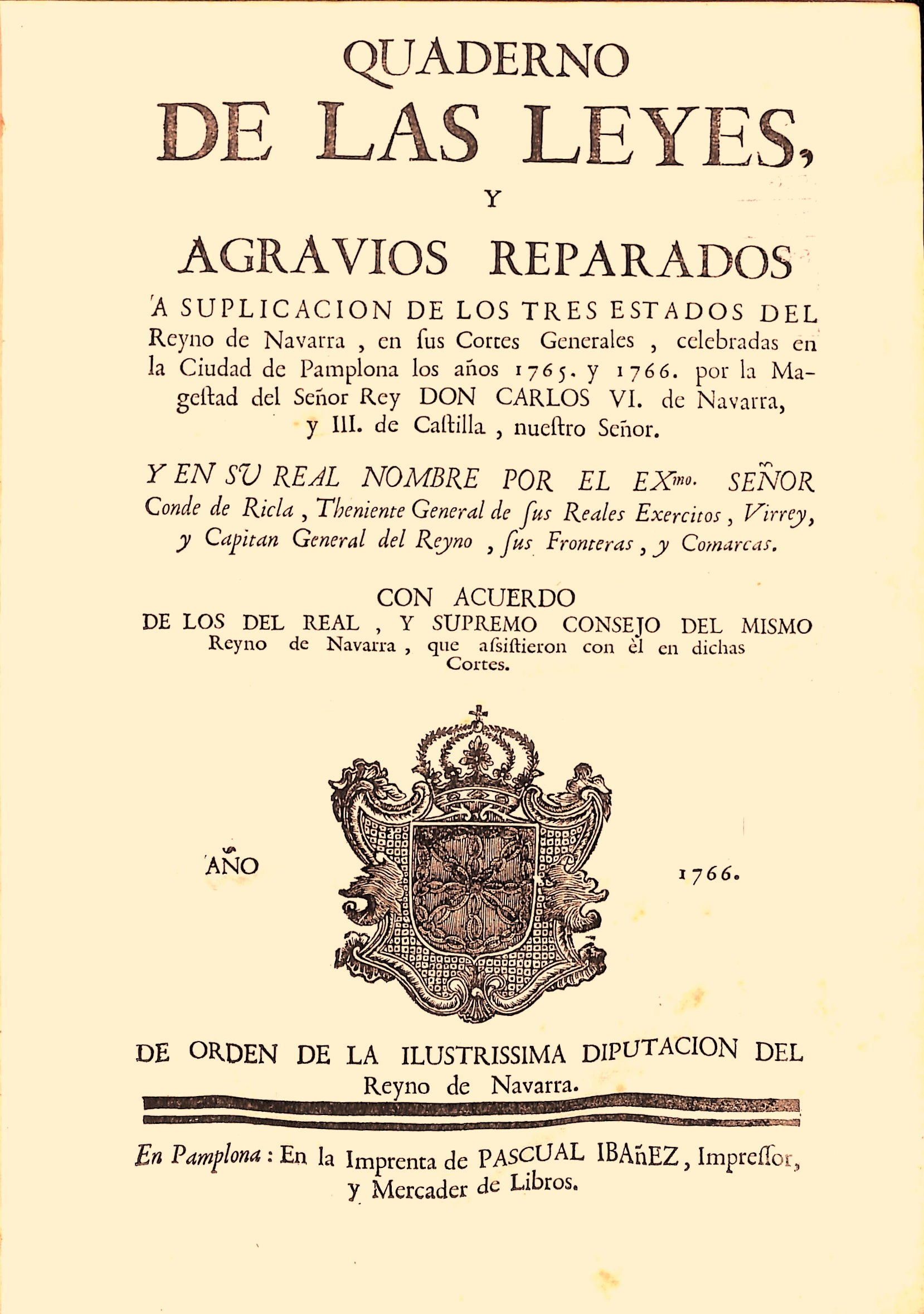
Cuaderno de las leyes aprobadas en las Cortes de Navarra de 1766
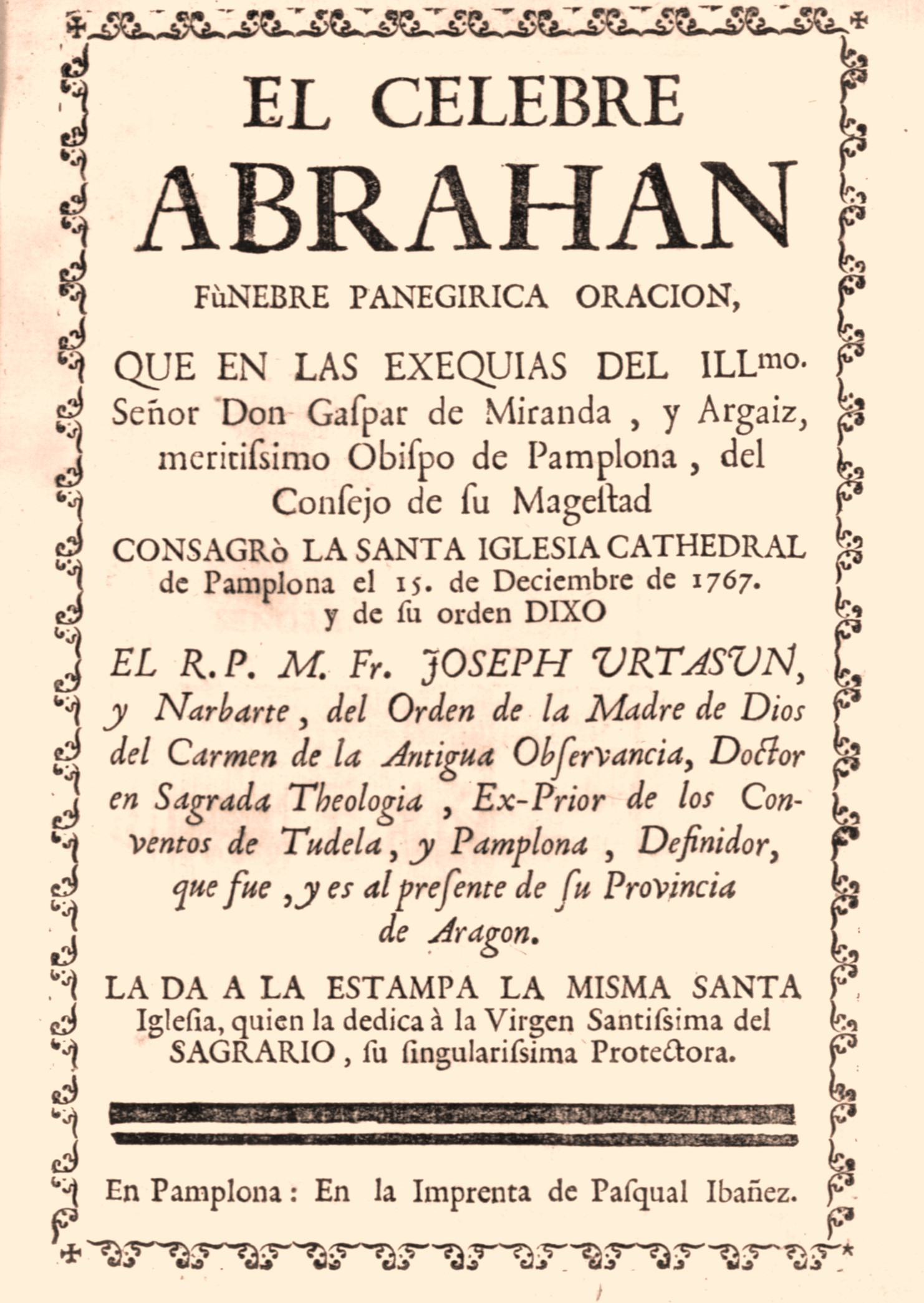
Exequias del obispo de Pamplona Gaspar de Miranda, impresas en 1767
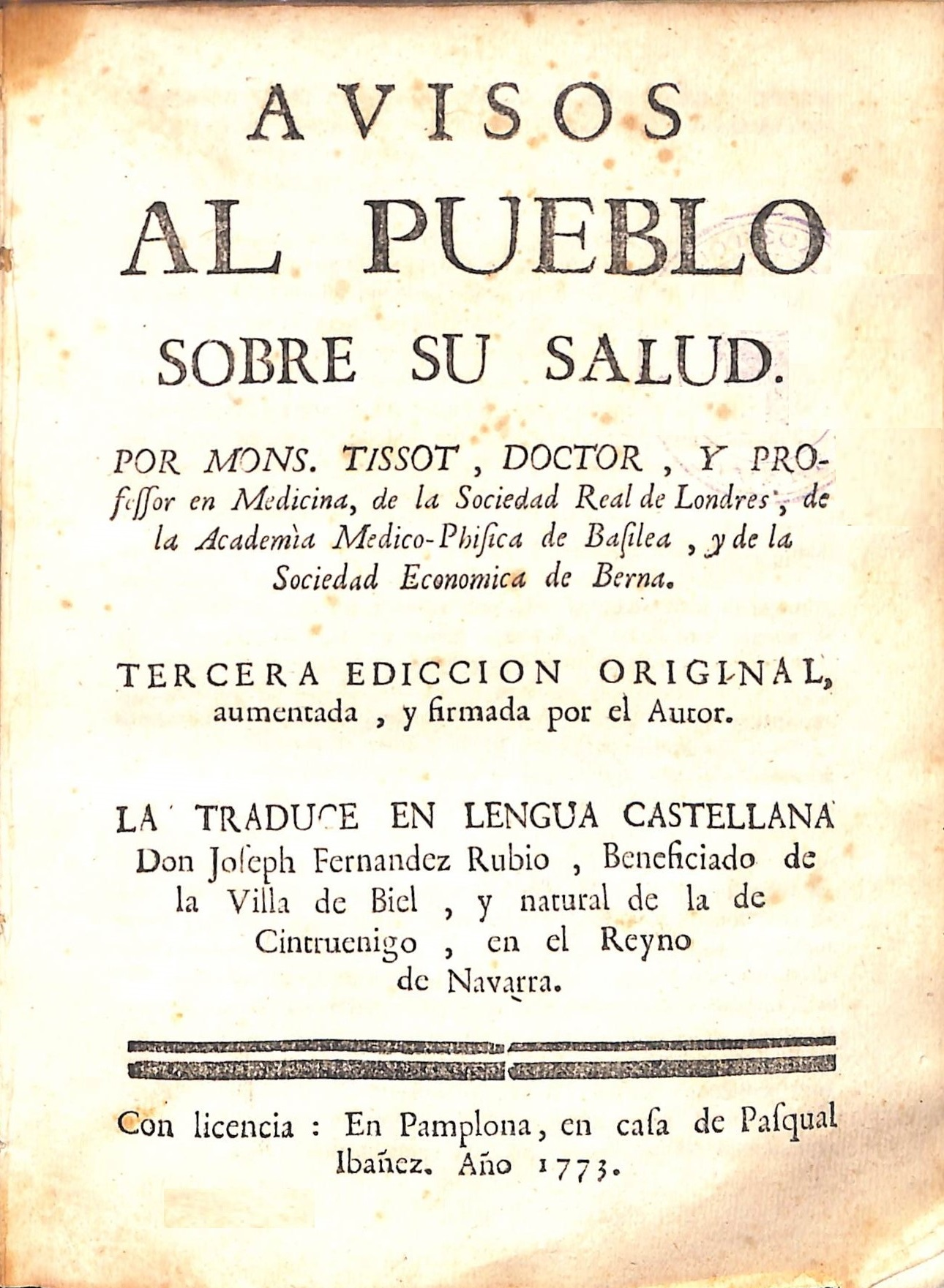
Libro de medicina del célebre doctor Samuel-Auguste Tissot, impreso en 1773
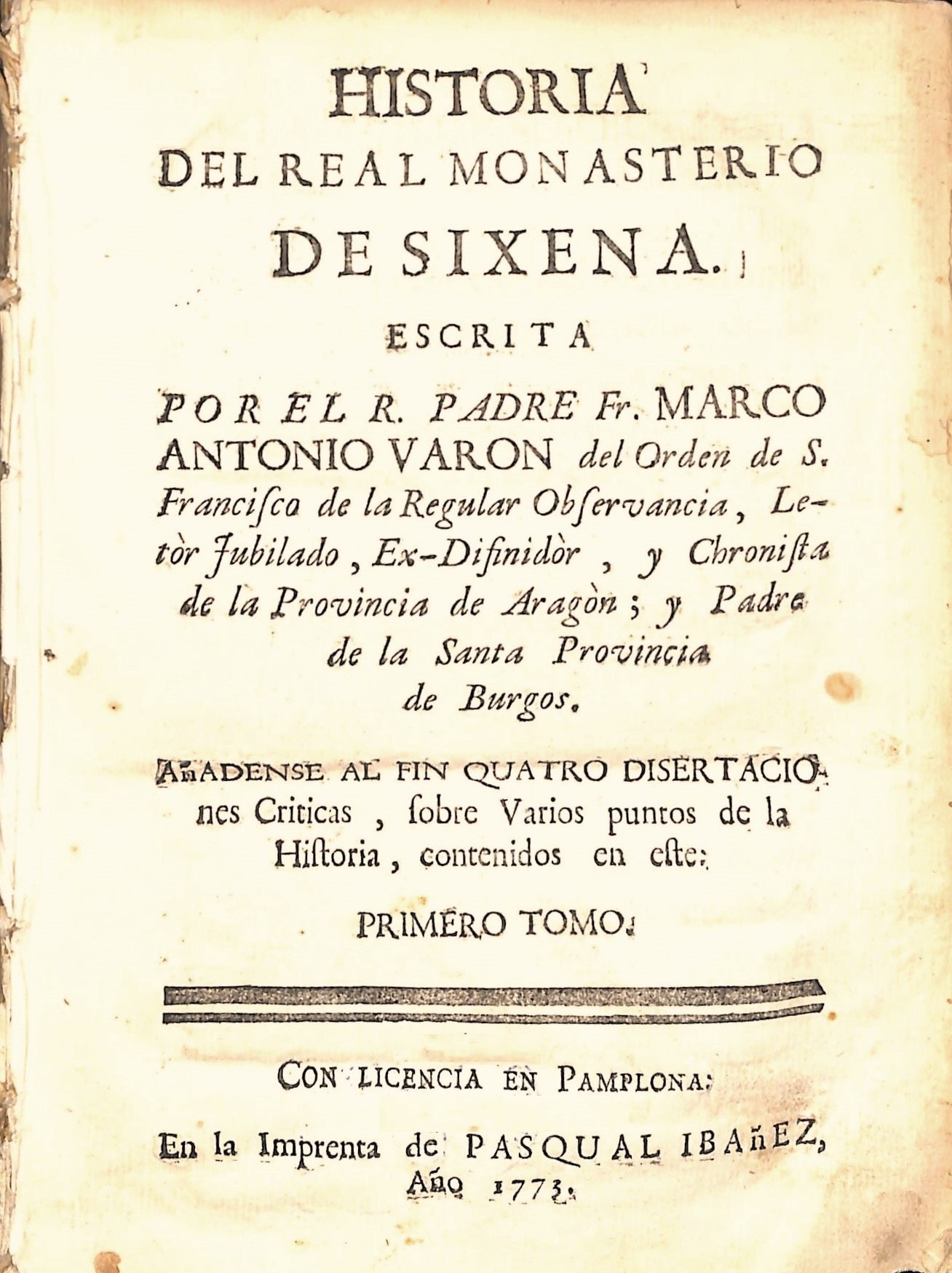
Tomo primero de la Historia del Real Monasterio de Sigena, de 1773
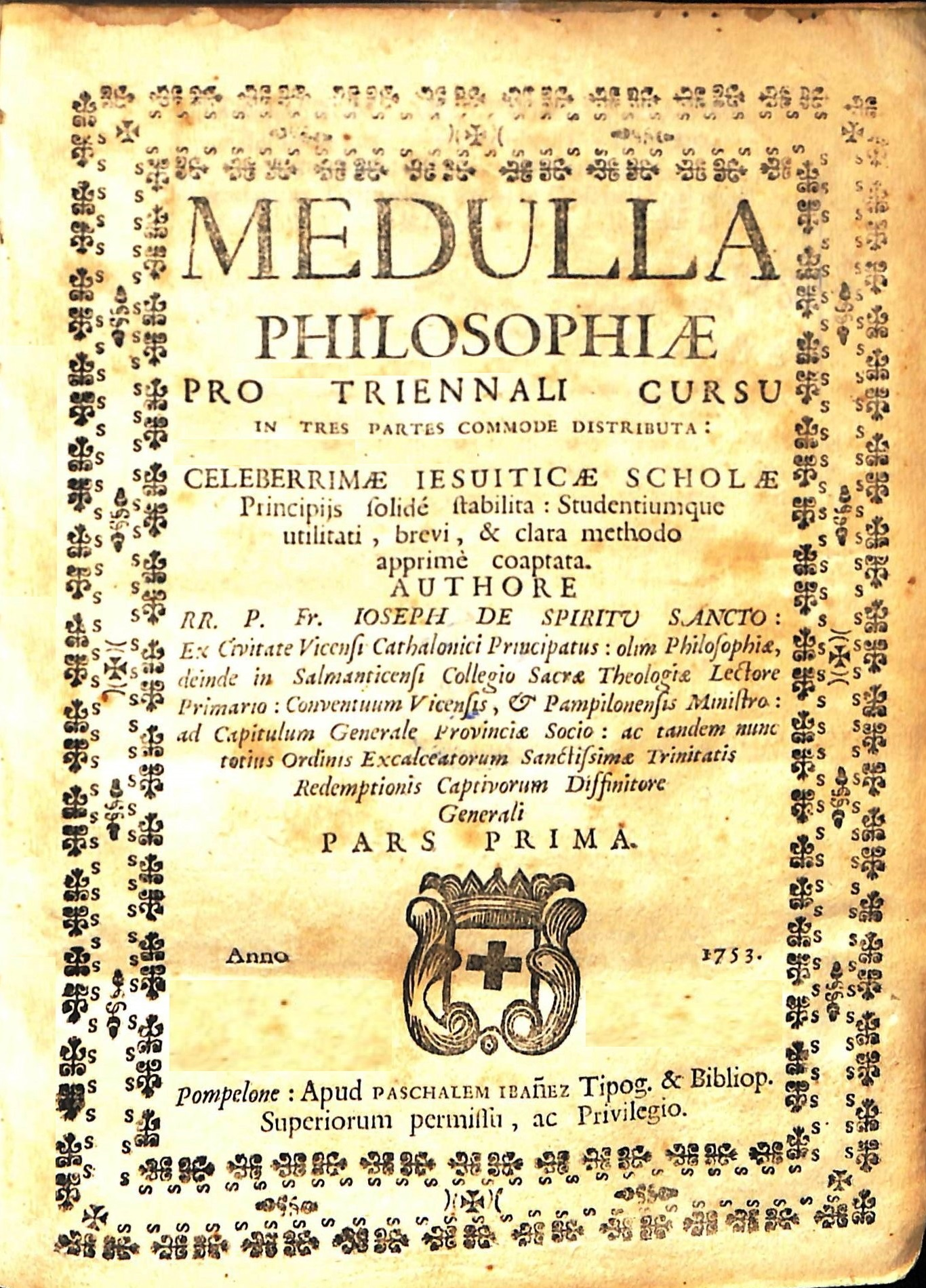
Manual de Filosofía del carmelita descalzo fray José del Espíritu Santo, impreso en 1753
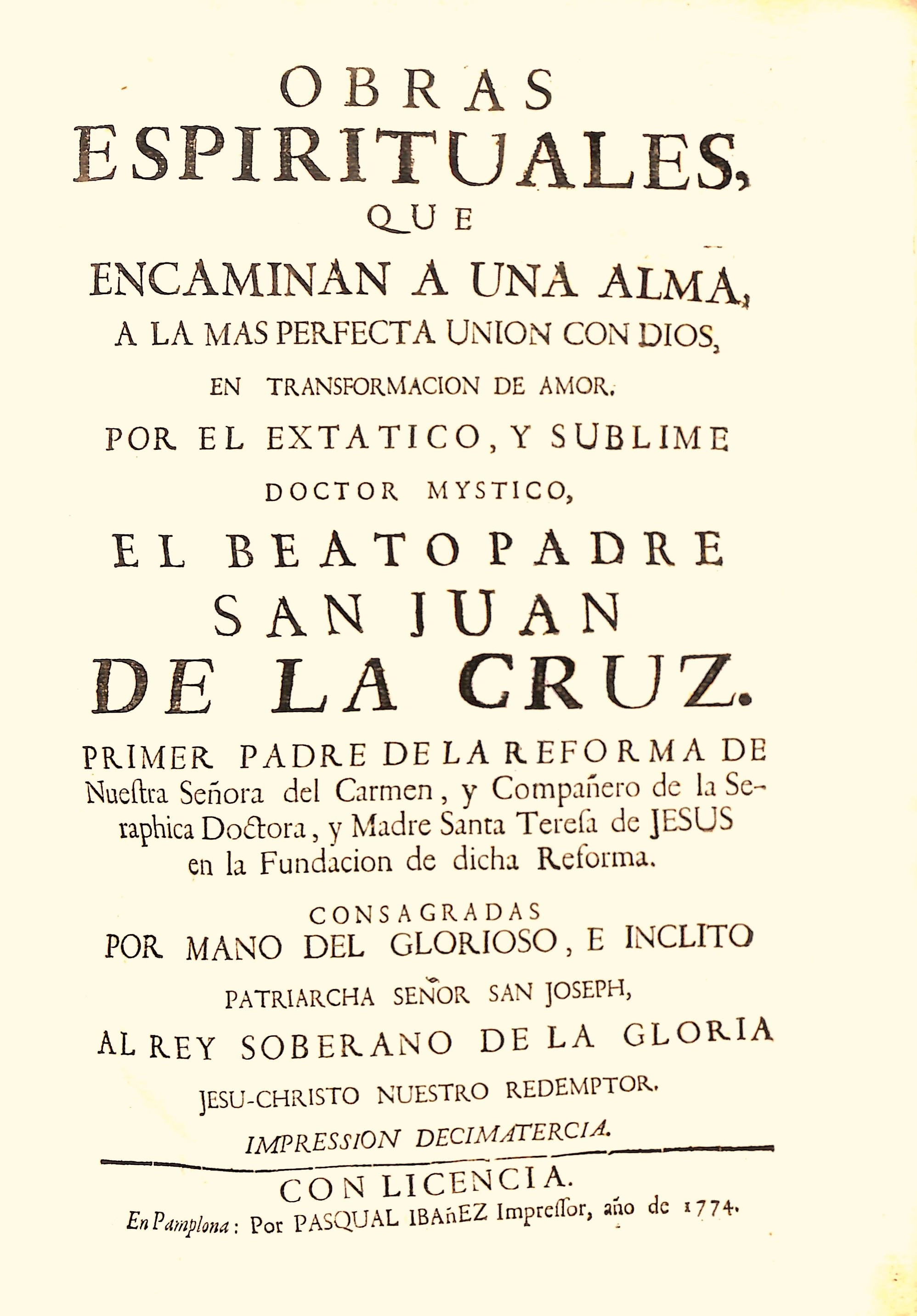
"Impressión dezimatercia" de las obra de san Juan de la Cruz (1774)